# 크라이슬러 300
크라이슬러 300(Chrysler 300)은 크라이슬러의 후륜구동 대형 세단이다.

## 1세대

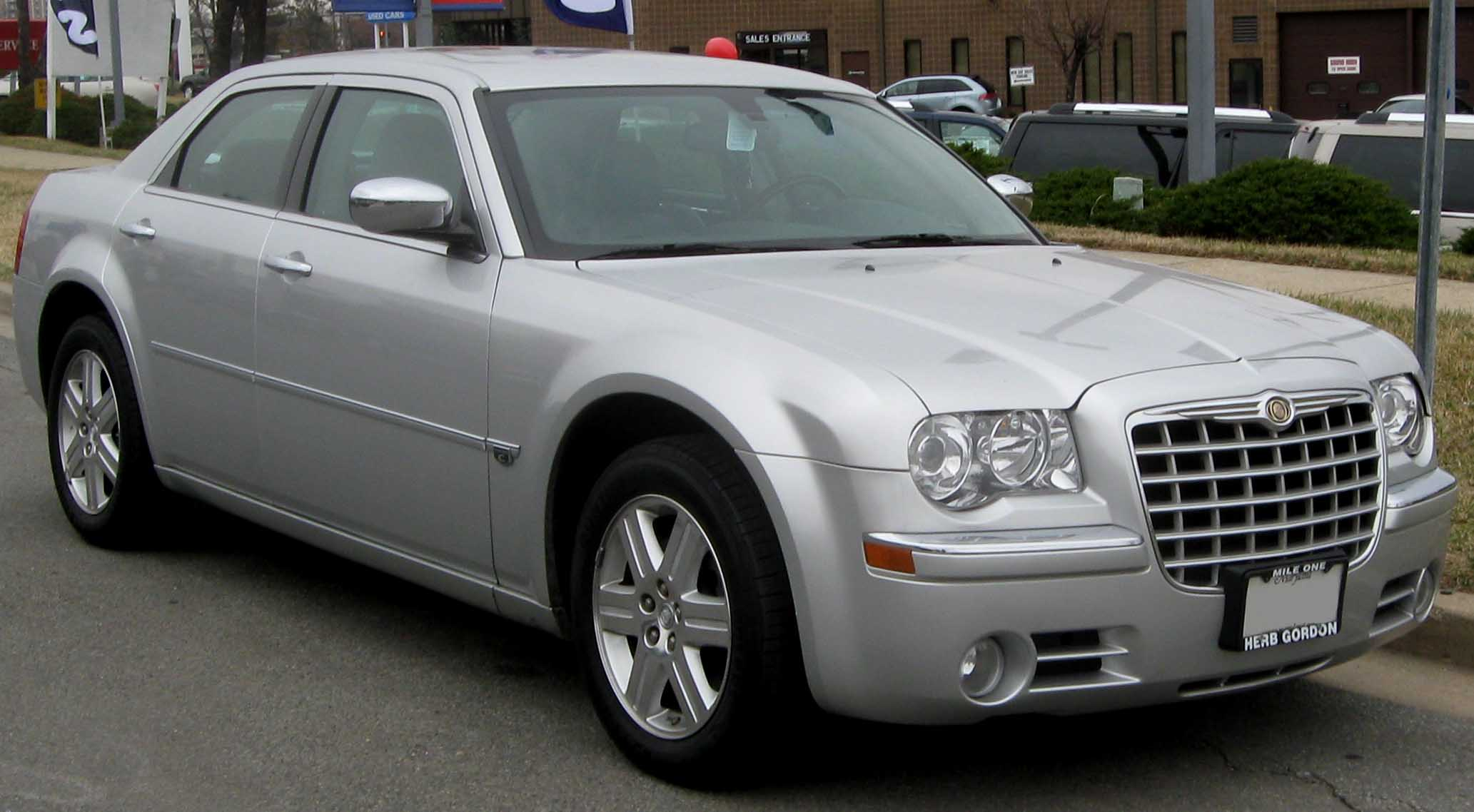
크라이슬러 300C 정측면

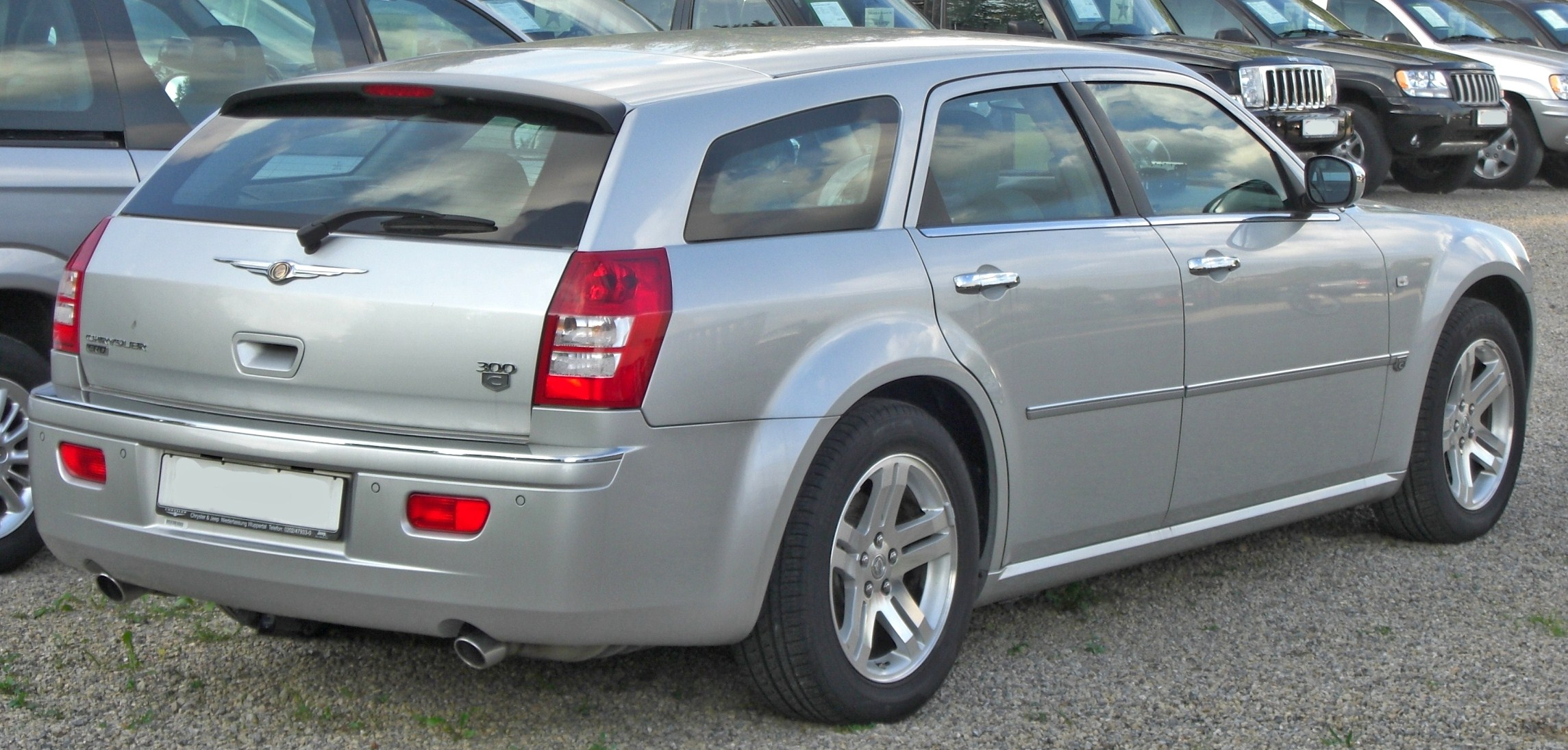
크라이슬러 300C 투어링 후측면

2004년에 300M과 콩코드의 통합 후속 차종으로 선보였다. 전신인 300M에서 300으로 이름이 바뀌었으며, 고급 사양으로 300C도 있었다. 클래식한 디자인이 적용되어 대한민국을 포함한 전세계에서도 인기를 끌었다. E 클래스(W211)의 플랫폼을 이용하였다. 대한민국에서는 2004년 10월부터 공식 판매가 시작되었다. 2세대부터 디젤(2006년)이 들여왔고, 2007년부터 가로가 긴 번호판이 달리고, 2008년에 페이스 리프트를 거쳤다. 스테이션 왜건인 투어링도 있었으나, 일본과 유럽, 오세아니아 등지에서만 판매되었고, 대신 미국에서는 뱃지 엔지니어링을 통해 닷지 매그넘으로 판매되었다.

## 2세대

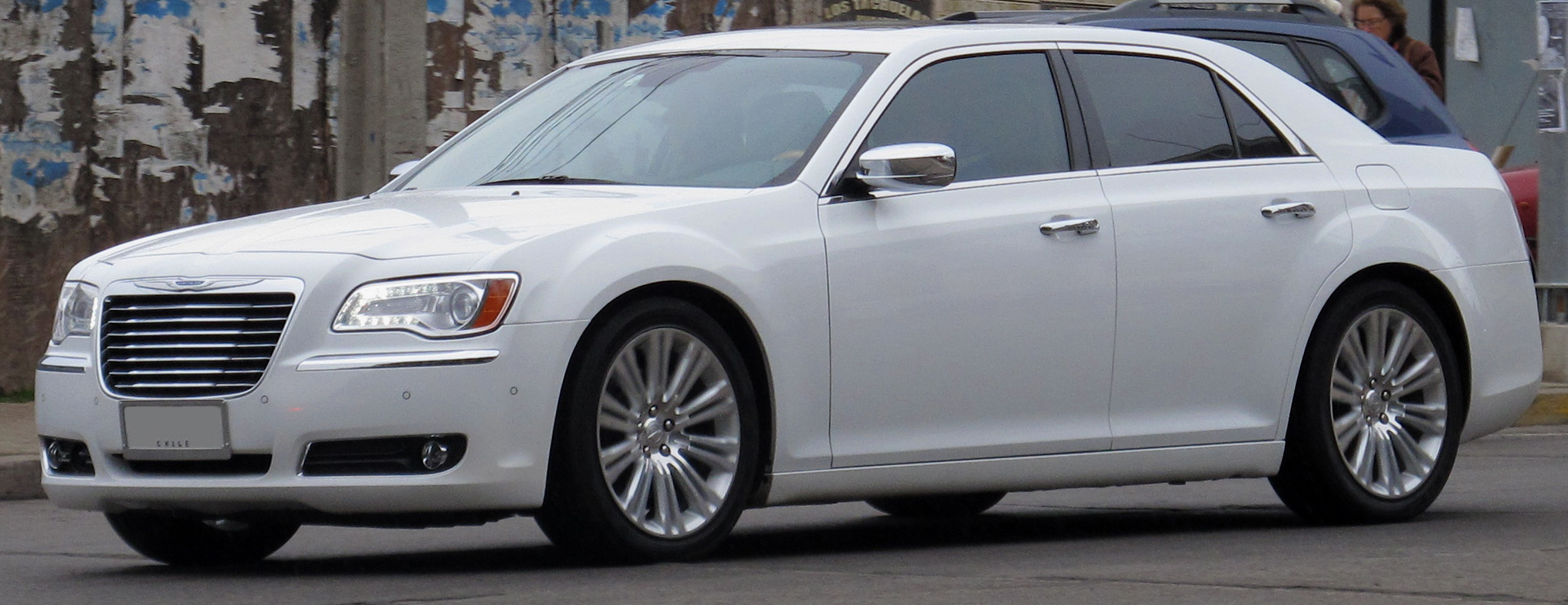
크라이슬러 300(전기형) 정측면

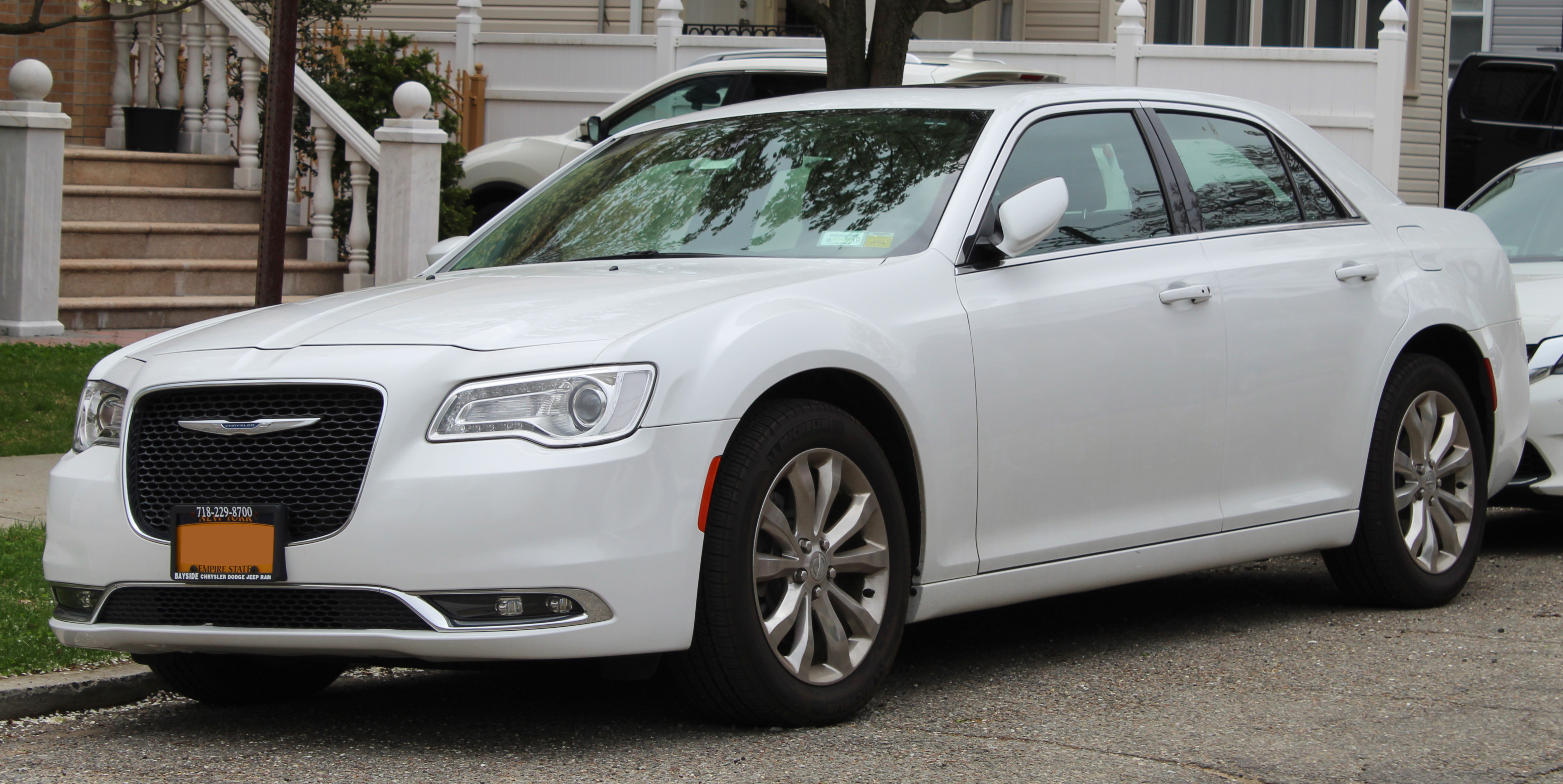
크라이슬러 300(후기형) 정측면

2011년에 공개 및 출시되었다. 디자인도 현대적으로 바뀌었고, 메르세데스-벤츠와 제휴가 끊긴 이후로는 독자 플랫폼이 이용되었다. 엔진은 VM 모토리의 V6 3.0리터 커먼레일 디젤 엔진과 크라이슬러의 펜타스타 V6 3.6리터 DOHC 가솔린 엔진이 이용됐으며, 펜타스타 V6 가솔린 엔진은 이후 페라리가 개량하고 터보차저를 장착해서 마세라티의 몇몇 모델에 이용됐다. 한때 영국과 아일랜드를 제외한 유럽에서는 란차를 통해 테마라는 이름으로 배지 엔지니어링해서 판매되었다. 2015년에 페이스리프트를 거치며 헤드램프와 테일램프가 변경됐고, 자동변속기는 다이얼식이 적용됐다. 초기형은 디젤과 가솔린이 판매되었으나 대한민국에서는 페이스리프트 모델 출시 때 V6 3.0리터 디젤이 삭제되고 가솔린 모델만 판매했다. 하지만 SUV 붐이 불면서 지프 브랜드의 인기가 높아짐과 동시에, 판매 부진으로 2017년에 수입이 중단되었다. 300C의 철수 이후 크라이슬러코리아는 대한민국의 크라이슬러 매장을 모두 지프 매장으로 전환했다.
2023년을 마지막으로 단종된다.